# Lorenza Feliciani
Lorenza Feliciani, die zich ook uitgaf voor Serafina, gravin van Cagliostro (Rome, 8 april 1751 – aldaar, 11 mei 1810) was een avonturier, occultist en vrijmetselaar die met haar man Giuseppe Balsamo leefde van oplichting en afperserij. Ze eindigde haar leven als een devoot katholiek in een klooster. 

## Leven
Aan beschrijvingen van Feliciani ontbreekt het niet, maar de betrouwbare gegevens zijn schaars. Of ze nu werd afgeschilderd als het slachtoffer of de medeplichtige van Cagliostro, telkens was het door een patriarchale bril. Hij vond de schone zeventienjarige in een metaalbewerkersfamilie in Trastevere, waar ze een reputatie van seksuele losbandigheid had. Haar vader Giuseppe had haar aangegeven voor prostitutie bij gouverneur Antonio Casali. Op 20 april 1768 kwam het tot een huwelijk met de Palermitaanse impresario en praatjesmaker, wiens naam toen nog Balsamo was. 
Hij nam Feliciani mee naar zijn geboortestad Palermo en lichtte er een prins op. Zo begon een avontuurlijk leven, waarin de koffers steeds klaarstonden om te vluchten voor politie of schuldeisers. In Barcelona werd Feliciani verleid door de kapitein-generaal Ambrosio Funes de Villalpanda, die haar afwijzing zou hebben beantwoord met vervolging. In Lissabon werd de bankier Anselmo da Cruz Sobral haar minnaar. Zolang er geen liefde in het spel was, zag haar echtgenoot er alleen maar voordelen in. 
In 1771 kwamen ze terecht in Londen, waar ze plannen smeedden met baron Antonio van Bivona. Het liep fout en Cagliostro raakte het volgende jaar in de schuldgevangenis. Feliciani kreeg hem vrij door Sir Edward Hales ertoe te bewegen tussen te komen. In december 1772 verliet het koppel Engeland. Op de overtocht naar Calais maakten ze kennis met de advocaat Maximilien Duplessis, die Feliciani het hof begon te maken. Ze trok bij hem in in de Rue Saint-Honoré. Op 4 januari 1773 gaf de jaloerse Cagliostro haar aan bij de Parijse politie wegens overspel en verlating. Haar verklaring aan commissaris Bernard Louis Philippe Fontaine kwam erop neer dat ze haar man had verlaten omdat hij haar mishandelde en prostitueerde. Na vijf maanden opsluiting in de gevangenis van Sainte-Pélagie kwam ze vrij doordat Cagliostro haar formeel vergaf. Hij was ondertussen financieel weer in betere doen en ze hervatten hun leven samen.
In zijn schaduw werd Feliciani manager van de louche zaakjes die hij doorheen Europa bedreef: waarzeggerij, genezing door handoplegging, voorspellen van de winnende lottonummers, spiritisme, verkoop van levens- en schoonheidselixirs, transmutatie, enz. In april 1777 werden ze allebei geïnitieerd in the Londense Espérance Lodge No. 289, zij onder de naam Seraphina. Voor Cagliostro openden zich nieuwe perspectieven. Met de steun van zijn vrouw zag hij zich al als het opperhoofd van de vrijmetselarij. Hij begon overal loges op te richten volgens de Egyptische adoptieritus. Zelf was hij de "Grote Kopt" en Feliciani de "koningin van Sheba". Ze was telkens de grootmeesteres van de vrouwenafdeling. De eerste keer gebeurde dat in 1778 in Den Haag. Daarna volgden "Egyptische" loges in Brussel, Jelgava, Warschau, Straatsburg, Lyon, Parijs, Rome, enz. 
Aan het hof van Sint-Petersburg werden ze buitengekeken, maar in Straatsburg werden ze groots onthaald. Ze maakten indruk met hun ruim bespannen koetsen en in livrei gestoken bedienden. Vervolgens wachtten hen ook in Parijs en Versailles goede tijden, tot het echtpaar betrokken raakte in de diamanten-halssnoeraffaire. Ze werden in augustus 1785 opgesloten in de Bastille. Feliciani bleef niet lang in de cel, maar Cagliostro moest wachten op zijn vrijspraak door het Parlement van Parijs. Hoewel deze uitbundig werd gevierd, wensten de autoriteiten hen niet te zien blijven.
Opnieuw namen ze een zwervend bestaan op, wat Feliciani steeds meer begon tegen te staan. Ze verlangde naar haar familie, hoewel deze Cagliostro niet kon luchten. In 1789 vestigden ze zich uiteindelijk in Rome. Daar kwam Cagliostro in de problemen met de Inquisitie, volgens sommigen bronnen op aangeven van zijn vrouw. Wat er ook van zij, op 27 december 1789 werden alle betrokkenen aangehouden. Zelf werd ze opgesloten bij de franciscaanse tertiarissen van Sant'Apollonia in Trastevere. Na het vonnis van 7 april 1791 werd ze overgebracht naar het klooster van Rufina en Secunda. Door blijken van vroomheid herwon ze gestaag haar vrijheid, zodanig dat ze in 1806 zelfs een baan vond als portier van het Pontificium Collegium Germanicum et Hungaricum de Urbe bij de Sant'Apollinare. Ze stierf kort voor haar zestigste en kreeg een armenuitvaart. Haar laatste rustplaats is op het kerkhof van de Sant'Apollinare.

## Voetnoten
1. ↑  Smith Allen 2021, p. 131
2. ↑  De Chirico 2014, p. 736